# 嘉禾望崗駅
嘉禾望崗駅（かかぼうこうえき）は、中華人民共和国広東省広州市白雲区に位置する広州地下鉄2号線・3号線・14号線の駅である。

## 利用可能な鉄道路線
広州地下鉄
■2号線
■3号線
■14号線
当駅は車両基地が設けられており、2号線と3号線の2路線で共用している。当初計画では2号線が広州白雲国際空港に直通する予定だったが、後に3号線に変更された。

## 駅構造
嘉禾望崗駅は地下二層からなり、一階が地上コンコース、地下一階が14号線の地下コンコース、地下二階がホーム階である。

### のりば
| 島式ホーム、 | 右側の扉が開く |
| 島式ホーム、 | 左側の扉が開く |

| 島式ホーム、 | 左側の扉が開く |
| 島式ホーム、 | 右側の扉が開く |

嘉禾望崗駅は地上に3路線の共用コンコースがあり、地下一階に14号線専用のコンコースがある。特筆すべきこととして、嘉禾望崗駅は2号線で唯一地上コンコースがあることが挙げられる。当駅の駅カラーはオレンジ色であるが、壁面のデザインは一様ではない。2号線と3号線の駅は焼き漆を採用し、14号線の建設に伴い拡張された部分はガラスを採用している。14号線の特徴として、当駅は「展・旺」をテーマとし、地上コンコースの柱に広州特有の文化を表したウォールアートが施され、同時に柱にLED画面が組み込まれて広州特有の文化を多次元で展示している。この他、14号線の地上コンコースは天井に天窓を採用し、自然光がコンコースに入る設計になっている。
乗換の利便性向上のため、地上にある共用コンコースの中央部と、地下にあるコンコースの北側で改札が分かれている。その中で2号線と3号線の改札内にエレベーターが2台、エスカレーターも多数設けられている。階段は2路線の乗換専用階に接続しており、2号線と3号線で乗換をする乗客の便宜を図っている。14号線の改札内には1台の専用エレベーターの他、多数のエスカレーターが14号線のホームに連絡する。
また14号線の地下コンコースにある階段は14号線のホームに直接行くことができるが、2号線と3号線に直接行くことができない。2号線と3号線に行く場合は一旦14号線のホームに行き、地上コンコースまで上がった後、2号線と3号線のホームに降りる必要がある。
この他、嘉禾望崗駅はコンビニエンスストア、書店、クリーニング店やパン屋等、広州地下鉄の他駅には見られない店がある。また、自動販売機、証明写真機、民生銀行のATM、カードのチャージ機等のセルフサービスもある。
当駅は公衆トイレやベビールームが改札外に設けられている。公衆トイレはB出口に隣接しており、14号線の地上コンコース南西端にもある。ベビールームは14号線の地上コンコース南西端にある。この他、当駅は3号線の体育西路駅から北側にある各駅と同様、飛行機のフライトスケジュールが掲示されている。

### 乗り換え
当駅の2号線と3号線は島式ホームを片側ずつ使用しており、同一方向の対面乗り換えが可能である。また、異なる方向への乗り換えは専用の連絡通路を使用する。なお、14号線に乗り換える際、あるいは14号線から他の路線に乗り換える時は、地上コンコースを経由して乗り換える必要がある。
現在、嘉禾望崗駅は3つの島式ホームが並列しており、空港大道の西側の地下にある。その中で2号線と3号線は東側の2つのホームを使用しており、2号線が内側の1号と2号ホーム、3号線が外側の3号と4号ホームを使用している。また14号線は西側に建設された島式ホームを使用しており、5号と6号ホームとなっている。

## 歴史
1997年の「広州市城市快速軌道交通線網企画研究（最終報告）」では、当駅は2号線の中間駅であり、106国道の付近に嘉禾駅として計画された。後に2000年の計画で、2号線の当駅より北側から空港までの区間は新たに計画された空港快速線の一部となり、2号線は当駅までに短縮させられ、併せて駅が現在の場所に移動した。空港快速線は3号線の一部となり、当駅は2号線の終着駅となることで確定し、2号線と3号線の乗換駅となった。2008年11月3日、当駅は現在の駅名である嘉禾望崗駅に変更した。当駅が嘉禾村と望崗村の間にあることから、両村の名前による複合駅名となった。
当駅は対面乗り換えができる駅として計画され、28号線の延長区間にも入った。2010年アジア競技大会を前に、2号線が9月25日に、3号線が10月30日にそれぞれ開業した。当駅は営業時間は朝の5時55分から深夜の0時23分までの18時間28分であり、かつて広州地下鉄で最も営業時間の長い駅であったが、2017年12月28日に開業した南沙客運港駅がこの記録を上回った。
- 2010年9月25日 2号線が開業。
- 2010年10月30日 3号線が開業。
- 2018年12月28日 14号線が開業。

## 隣の駅
広州地下鉄
■2号線
黄辺駅 223 - 嘉禾望崗駅 224
■3号線
白雲大道北駅 324 - 嘉禾望崗駅 325 - 竜帰駅 326
■14号線
嘉禾望崗駅 1401 - 白雲東平駅 1402